# 小行星1121
小行星1121（1121 Natascha）是一颗围绕太阳公转的小行星。1928年9月11日，佩拉格婭·沙因在克里米亚发现了此天体。
該小行星以俄羅斯水文地質學家娜塔莎·季霍米洛娃（Natasha Tichomirova）命名。
这颗小行星的绝对星等为11.49等。